# Az Egyesült Királyság királyi címere

Az Egyesült Királyság királyi címere

A Brit Kormány által használt címer

Az Egyesült Királyság királyi címere négyelt pajzs, amelynek első és negyedik mezője vörös színű három balra tartó arany oroszlánnal (Anglia). A második negyed arany, egy ágaskodó vörös oroszlánnal, amelyet vörös liliomos keret vesz körül (Skócia). A harmadik negyed kék színű, benne arany hárfával (Írország). A pajzsot a legmagasabb brit rendjel, a Térdszalagrend kék színű öve veszi körül, amelyen arany betűkkel a „Honni soit qui mai y pense” (franciául: Szégyen arra, aki rosszat gondol róla) felirat olvasható. A pajzsot felül egy aranyszínű sisak díszíti, azon pedig egy koronázott brit oroszlán található. A sisaktakaró arany-hermelin. A két pajzstartó egy arany oroszlán és egy ezüst egyszarvú. A pajzs és a két pajzstartó egy zöld dombon áll, amelyen – arany szalagon – „Dieu et mon droit” (franciául: Isten és a jogom) felirat olvasható.

## Használata

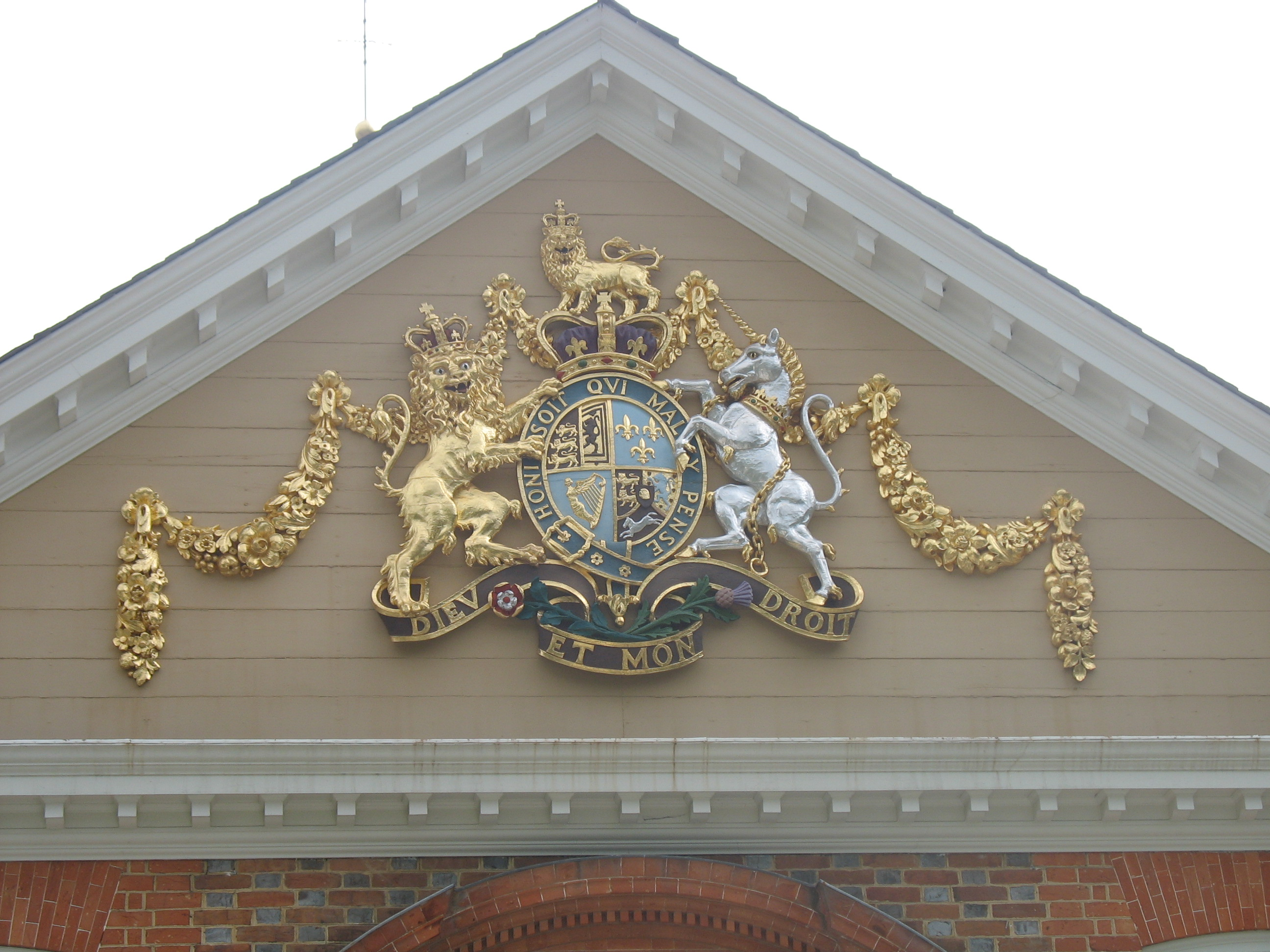
Az amerikai Virginia államban található Williamsburg város kormányzói palotáján a Hanover-házból származó királyok címere látható

A királyi címert csak az Egyesült Királyság uralkodója, jelenleg III. Károly használhatja. A címert feltüntetik a bíróságokon, mivel az uralkodó számít a jog forrásának és az igazságszolgáltatás hagyományosan uralkodói felségjognak számított (pl. az ügyészi hivatal neve ma is Crown Prosecution Service, az országos bíroságok Crown Court). A bírók hivatalosan az uralkodó képviselőinek számítanak, ezért hátuk mögött mindig feltüntetik a királyi címert, kivéve a londoni városi bíróságon, ahol a város címerét is feltüntetik a királyi címer mellett. Észak-Írországban csak a belfasti Királyi Bíróság épületében és Armagh, Banbridge, Downpatrick, Magherafelt, Omagh városokban lehet feltüntetni a címert.
A brit kormány a nemzeti egység jeleként használja a királyi címert, illetve annak a kormány részére engedélyezett változatát, amelyen nem tüntetik fel a sisakot. A királyi címert feltüntetik a hivatalos kormányzati dokumentumokon, a brit útlevélen, a brit nagykövetségek és konzulátusok bejáratánál. Hasonlóképpen, a címer Skóciában használt változatát vette alapul a skót kormány is.
A királyi címert rendszeresen feltüntették a Király Pénzverde által készített érméken, többek között 1663-tól a guinea pénzérméken és 1983-tól az egyfontos érméken. 2008-ban az egyfontos és alacsonyabb értékű érmék új terveit mutatta be a Királyi Pénzverde, amelyek mind feltüntetik a királyi címer egy-egy elemét. Az érméket egymás mellé helyezve lehet kirakni a teljes királyi címert.
Az uralkodó királyi felhatalmazást adhat bizonyos vállalkozások részére, amelyek így a Királyi Udvar beszállítóivá válhatnak. Az így felhatalmazott vállalkozások szintén feltüntethetik a királyi címert levélpapírjukon vagy áruik csomagolásán, járműveiken.
A királyi zászlót a királyi palotákra vonják fel, amennyiben az uralkodó ott tartózkodik, illetve középületekre, amennyiben az uralkodó látogatást tesz. A Windsori kastély, a Buckingham-palota és más királyi rezidenciák az Egyesült Királyság zászlaját vonják fel, amikor a király nem ott tartózkodik. Skóciában hasonló gyakorlat él: a Holyroodhouse-palota és a Balmorali kastély a királyi zászló skót változatát vonják fel, amikor a király ott tartózkkodik.
A királyi címerhez hasonló címert tüntetnek fel a kanadai Brit-Kolumbia tartomány bíróságaiban. A királyi címert feltüntetik az ausztrál bíróságokon, illetve a király ausztrál képviselője, a főkormányzó hivatalában is.

### Skócia

A királyi címer Skóciában használt változata

Az 1603-as angol és skót perszonáluniótól kezdve a királyi címer külön változatát használják Skócia területén, amely a skót heraldikára jellemző elemeket ábrázol.
A címer négyelt pajzs, az első és negyedik mező arany, egy ágaskodó vörös oroszlánnal, amelyet vörös liliomos keret vesz körül (Skócia). A második mező vörös színű három balra tartó arany oroszlánnal (Anglia). A harmadik negyed kék színű, benne arany hárfával (Írország).
A sisakot Skócia koronája díszíti, azon pedig Skócia oroszlánja: vörös ülő oroszlán, amely a skót nemzeti jelképeket, a kardot és a jogart tartja. A skót heraldika hagyományai szerint a jelmondat a sisak és a korona felett látható, rövidített formában: IN DEFENS. A jelmondat teljes egészében: In my defens God me defend.
A két pajzstartó a skót változaton helyet cserél: az ezüst egyszarvú és az arany oroszlán országukra jellemző koronát viselnek. A pajzstartók és a pajzs között látható két lándzsa, amelyek Skócia (bal oldal) és Anglia (jobb oldal) zászlaját viselik.
A pajzsot a legmagasabb rangú skót lovagrend, a Bogáncsrend lánca veszi körül, a halmot szintén bogáncsvirágok díszítik és a halom alatt látható a Bogáncsrend jelmondata: Nemo me impune lacessit ("Senki nem sérthet meg büntetlenül").